# Q Concert (1981)
Q Concert, pubblicato nel 1981 dalla RCA Italiana, è un mini-LP dal vivo dei cantautori italiani Riccardo Cocciante e Rino Gaetano insieme al gruppo musicale italiano New Perigeo.

## Descrizione
È il secondo di tre progetti in cui la RCA Italiana riunì tre diversi artisti della propria scuderia – con musicisti di accompagnamento in comune – in un'unica tournée la cui promozione prevedeva appunto la distribuzione sul mercato di un mini-LP o Qdisc, come la casa discografica stessa li lanciò all'epoca, da cui anche il nome Q Concert.
Dei tre Qdisc legati ai suddetti progetti, questo fu l'unico a contenere solo brani registrati dal vivo: nello specifico, registrazioni a cura del tecnico del suono Maurizio Montanesi tratte da due concerti che Cocciante, Gaetano e i New Perigeo tennero il 4 e 5 marzo 1981 rispettivamente presso l'Auditorium di Pistoia e il Palasport di Novara.
Ciascuno dei due cantautori interpreta qui una canzone scritta e lanciata dall'altro: Gaetano canta A mano a mano di Cocciante e quest'ultimo Aida di Gaetano. Il bassista dei New Perigeo Giovanni Tommaso è voce solista nel brano inedito Aschimilero, eseguito dalla sola band. Nella traccia di apertura del disco, infine, i tre si dividono le strofe di un altro inedito dal titolo Ancora insieme, del quale risultano anche tutti autori.

## Tracce
Lato A
1. Ancora insieme – 5:32 (testo: Rino Gaetano – musica: Riccardo Cocciante, Giovanni Tommaso)
2. A mano a mano – 3:33 (Riccardo Cocciante, Marco Luberti)

Lato B
1. Aida – 2:52 (Rino Gaetano)
2. Aschimilero – 5:02 (testo: Maurizio Giammarco, Silvestro Serra, Giovanni Tommaso – musica: Giovanni Tommaso)

## Formazione
- Riccardo Cocciante – voce, pianoforte elettrico
- Rino Gaetano – voce, chitarra
- New Perigeo:

Maurizio Giammarco – sassofono, flauto
Agostino Marangolo – batteria
Carlo Pennisi – chitarra
Danilo Rea – pianoforte elettrico, tastiere
Giovanni Tommaso – basso, voce